# まっさら (吉岡聖恵の曲)
「まっさら」はいきものがかりの吉岡聖恵のソロ初シングルである。

## 概要
いきものがかりのボーカル吉岡聖恵自身が声優をも務めたアニメ主題歌で作詞も担当、共同作詞に岡嶋かな多、作曲には秦基博らが共同制作として参加した。
オリコン順位最高位21位。

## 楽曲
まっさら　作詞：吉岡聖恵、岡嶋かな多　作曲：秦基博
- c/w「夏のおもいで」

- 発売日：2021年12月22日
- 発売元：エピックレコードジャパン
- 規格番号：ESCL-5606

## タイアップ
ワコール「ウイング」CMソング